# إيريان باوتيستا
إيريان باوتيستا هي عارضة ومقدمة تلفزيونية وممثلة فلبينية، ولدت في 1 سبتمبر 1993 في مدينة كيزون في الفلبين.

## وصلات خارجية
- إيريان باوتيستا على موقع IMDb (الإنجليزية)